# Formine

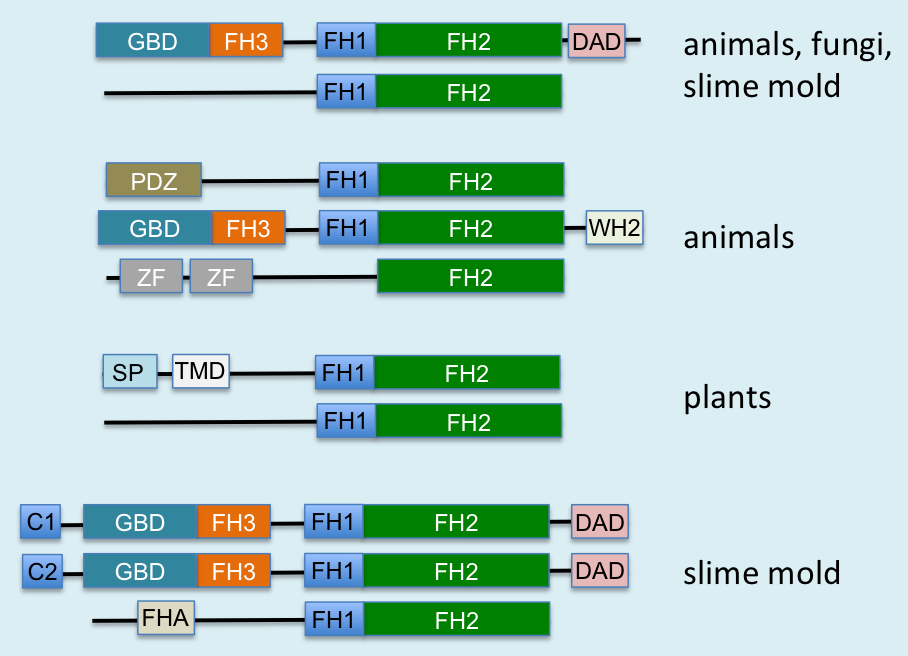
Voici un schéma des protéines de la famille des formines.

Les formines constituent une famille de protéines régulant l'activité de l'actine.

## Rôles
Elles favorisent la polymérisation de l'actine.

## Membres
- FMN1 ;
- FMN2 ;
- FHOD3...